# Оразов, Емшик
Емшик Оразов — советский хозяйственный, государственный и политический деятель, Герой Социалистического Труда.

## Биография
Родился в 1909 году на территории Хивинского ханства. Член КПСС.
С 1923 года — на хозяйственной, общественной и политической работе. В 1923—1956 гг. — батрак, работник в собственном хозяйстве, работник местного товарищества по совместной обработке земли, колхозник, звеньевой колхоза «Большевик» Куня-Ургенчского района Ташаузской области Туркменской ССР.
Указом Президиума Верховного Совета СССР от 30 июня 1950 года за получение высокого урожая хлопка на поливных землях в 1949 году присвоено звание Героя Социалистического Труда с вручением ордена Ленина и золотой медали «Серп и Молот».
Умер в Куня-Ургенчском районе после 1956 года.